# Theo Valls
Theo Valls (Nîmes, 18 dicembre 1995) è un calciatore francese, centrocampista del Grenoble.

## Carriera
Cresciuto nelle giovanili del Nîmes, ha esordito in prima squadra il 12 agosto 2014 in occasione del match di Coupe de la Ligue perso 2-1 contro l'Angers. Il 22 settembre 2020 firma un contratto di tre anni con il Servette.

## Statistiche

### Presenze e reti nei club
Statistiche aggiornate al 5 maggio 2018.
| Stagione        | Squadra         | Campionato      | Campionato | Campionato | Coppe nazionali | Coppe nazionali | Coppe nazionali | Coppe continentali | Coppe continentali | Coppe continentali | Altre coppe | Altre coppe | Altre coppe | Totale | Totale | Totale |
| Stagione        | Squadra         | Comp            | Pres       | Reti       | Comp            | Pres            | Reti            | Comp               | Pres               | Reti               | Comp        | Pres        | Reti        | Pres   | Reti   |        |
| --------------- | --------------- | --------------- | ---------- | ---------- | --------------- | --------------- | --------------- | ------------------ | ------------------ | ------------------ | ----------- | ----------- | ----------- | ------ | ------ | ------ |
| 2012-2013       | Nîmes 2         | CFA2            | 2          | 0          |                 | -               | -               |                    | -                  | -                  |             | -           | -           | 2      | 0      |        |
| 2013-2014       | Nîmes 2         | CFA2            | 9          | 1          |                 | -               | -               |                    | -                  | -                  |             | -           | -           | 9      | 1      |        |
| 2014-2015       | Nîmes 2         | CFA2            | 21         | 1          |                 | -               | -               |                    | -                  | -                  |             | -           | -           | 21     | 1      |        |
| 2015-2016       | Nîmes 2         | CFA2            | 4          | 0          |                 | -               | -               |                    | -                  | -                  |             | -           | -           | 4      | 0      |        |
| 2014-2015       | Nîmes           | L2              | 5          | 0          | CF+CdL          | 0+1             | 0               |                    | -                  | -                  |             | -           | -           | 6      | 0      |        |
| 2015-2016       | Nîmes           | L2              | 22         | 0          | CF+CdL          | 1+1             | 0               |                    | -                  | -                  |             | -           | -           | 24     | 0      |        |
| 2016-2017       | Nîmes           | L2              | 32         | 2          | CF+CdL          | 0+1             | 0               |                    | -                  | -                  |             | -           | -           | 33     | 2      |        |
| 2017-2018       | Nîmes           | L2              | 33         | 2          | CF+CdL          | 3+1             | 2+0             |                    | -                  | -                  |             | -           | -           | 37     | 4      |        |
| Totale carriera | Totale carriera | Totale carriera | 128        | 6          |                 | 7               | 2               |                    | -                  | -                  |             | -           | -           | 135    | 8      |        |